# Drag Race Brasil
Drag Race Brasil brazilska je televizijska reality emisija koja se prikazuje od 2023. godine. Dio je serijala Drag Race utemeljenog na američkoj emisiji RuPaul's Drag Race. 
Seriju proizvodi World of Wonder, produkcijska kuća koja je brazilsku inačicu emisije potvrdila u kolovozu 2022. godine zajedno sa njemačkom i meksičkom inačicom RuPaulove emisije. Drag Race Brasil ukupno je četrnaesta emisija u međunarodnom serijalu Drag Race. 

## Produkcija
Dvanaestero natjecatelja prve sezone bilo je objavljeno 2. kolovoza 2023. godine. Emisija je s prikazivanjem započela 30. kolovoza iste godine na brazilskom MTV-u. U veljači 2024. godine bilo je potvrđeno da će druga sezona emisije s prikazivanjem započeti 2024. godine na usluzi WOW Presents Plus.

### Format
Serija prati identični format kao i američki izvornik RuPaul's Drag Race. Odabrane drag kraljice sudjeluju u raznim izazovima, a na temelju njihove izvedbe u izazovima, žiri u svakoj epizodi odabire najbolje natjecatelje. Oni koji su prema odluci žirija bili slabiji, ulaze u lipsync dvoboj nakon kojeg jedan natjecatelj bude eliminiran. Na kraju sezone bira se pobjednik koji osvaja glavnu nagradu. Izazovi koji se stavljaju pred natjecatelje uključuju glumu, ples, modni dizajn, komedijsku improvizaciju i slično. 
Na kraju sezone bira se i tzv. Miss Congeniality, natjecatelj koji se tijekom emisije istaknu po dobrim međuljudskim odnosima s ostalim natjecateljima.

### Suci
Emisiju vodi Grag Queen koji je također u ulozi glavnog suca. Na sudačkom panelu pridružuju mu se Bruna Braga te dizajner i stilist Dudu Bertholini. Kroz emisiju se pojavljuju i gostujući suci. 

### Natjecatelji
Do sada se u emisiji natjecalo 12 brazilskih drag kraljica.

## Pregled emisije
| Sezona | Sezona | Epizode | Epizode | Originalno emitiranje | Originalno emitiranje | Originalno emitiranje | Broj natjecatelja   | Pobjednica          | Pratilja                                        | Miss Congeniality   |
| Sezona | Sezona | Epizode | Epizode | Premijera             | Finale                | Mreža                 | Broj natjecatelja   | Pobjednica          | Pratilja                                        | Miss Congeniality   |
| ------ | ------ | ------- | ------- | --------------------- | --------------------- | --------------------- | ------------------- | ------------------- | ----------------------------------------------- | ------------------- |
|        | 1.     | 12      | 12      | 30. kolovoza 2023.    | 14. studenoga 2023.   | MTV                   | 12                  | Organzza            | Betina Polaroid Hellena Malditta Miranda Lebrão | Aquarela            |
|        | 2.     | n. p.   | n. p.   | 2025.                 | 2025.                 | WOW Presents Plus     | Još nije najavljeno | Još nije najavljeno | Još nije najavljeno                             | Još nije najavljeno |

### Popis epizoda

#### Prva sezona (2023.)
| Br. u seriji | Br. u sezoni | Naslov                     | Pobjeda               | Eliminacija                                     | Nadnevak prikazivanja |
| ------------ | ------------ | -------------------------- | --------------------- | ----------------------------------------------- | --------------------- |
| 1.           | 1.           | "What's Up, Lindas!"       | —                     | —                                               | 30. kolovoza 2023.    |
| 2.           | 2.           | "Frenemies"                | Organzza              | Diva More                                       | 7. rujna 2023.        |
| 3.           | 3.           | "Tupiniquees"              | Organzza              | Tristan Soledade                                | 13. rujna 2023.       |
| 4.           | 4.           | "Glamazonia"               | Hellena Malditta Naza | Melusine Sparkle                                | 20. rujna 2023.       |
| 5.           | 5.           | "What's Up, Lindas!"       | Shannon Skarllet      | Aquarela                                        | 27. rujna 2023.       |
| 6.           | 6.           | "Snatch Game"              | Hellena Malditta      | Rubi Ocean                                      | 4. listopada 2023.    |
| 7.           | 7.           | "Brazil Loves Puppets!"    | Miranda Lebrão        | Dallas de Vil                                   | 11. listopada 2023.   |
| 8.           | 8.           | "Brazilian Festivals Ball" | Betina Polaroid       | Naza                                            | 18. listopada 2023.   |
| 9.           | 9.           | "Drag Shade Brazil"        | Betina Polaroid       | —                                               | 25. listopada 2023.   |
| 10.          | 10.          | "Carnival Makeover"        | Organzza              | Shannon Skarllet                                | 1. studenoga 2023.    |
| 11.          | 11.          | "The Reunion"              | —                     | —                                               | 8. studenoga 2023.    |
| 12.          | 12.          | "Grand Finale"             | Organzza              | Betina Polaroid Hellena Malditta Miranda Lebrão | 14. studenoga 2023.   |